# Daneți
Daneţi é uma comuna romena localizada no distrito de Dolj, na região de Oltênia. A comuna possui uma área de 95.11 km² e sua população era de 6784 habitantes segundo o censo de 2007.